# Gilles Welinski
Gilles Welinski (* 1964 in Raincy) ist ein französischer Tänzer und Choreograph.

## Leben
Gilles Welinski wurde in Raincy in Frankreich geboren und machte ein Studium zum Sportlehrer in Paris. Im Alter von 20 Jahren fing er an, sich intensiv mit Tanz auseinanderzusetzen. Gemeinsam mit Eric Lamoureux und Hela Fattoumi untersuchte er Bewegungsformen und entwickelte aus dem Material mehrere Produktionen. Ab 1986 arbeitete er mit dem Choreographen Herve Robbe (Aix-en-Provence, Centre Pompidou, Théâtre de la Bastille etc.). 1998 ging er nach Brüssel und arbeitete mit Michel Anne de Mey (u. a. Symphonie Heroica). Danach war er als Gast am Tanztheater von Pina Bausch in Wuppertal (u. a. Sacre du printems und Orpheus). Ab 1993 war Welinski festes Ensemblemitglied in Münster und danach in Bremen (1994–2007) Zusammenarbeit u. a. mit den Choreographen Susanne Linke und Urs Dietrich. Seit 2007 entwickelt er eigene choreographische Arbeiten in Bremen und Berlin.
Am 28. Oktober 2011 war Gilles Welinski in der Aktion reenacting the reenactment, einem performativen Beitrag zum 200. Todestag von Heinrich von Kleist von Sebastian Hirn und Katharina Gaenssler,  MaximiliansForum München zu sehen. 2014 wirkte er als Tänzer bei „Paride ed Elena“ in der Inszenierung von Sebastian Hirn bei den Internationalen Gluck-Opern-Festspielen in Nürnberg mit. 2015 wirkte er in der Installations- und Aktionsreihe „10 Trials and no more reels“ von Sebastian Hirn im ehemaligen Schwimmbad im Projekt Streitfeld in München mit.